# Lela Rochon
Lela Rochon (née Lela Rochon Staples le 17 avril 1964 à Los Angeles) est une actrice et productrice américaine. Elle est surtout connue pour avoir joué le rôle de Robin Stokes dans le film Où sont les hommes ? en 1995 et de l'avocate Nora Stark dans le film L'Héritage de la haine en 1996.
Elle est l'épouse du réalisateur Antoine Fuqua.

## Biographie

### Jeunesse
Lela Rochon est née le 17 avril 1964 à Los Angeles, en Californie. Elle est la fille de Zelma, une infirmière, et de Samuel Staples, un artiste graphiste et propriétaire d'un commerce. Elle étudie à l'école secondaire Cerritos High School à Cerritos, en Californie. Elle fait ensuite des études à l'Université d'État de Californie où elle obtient un BA en journalisme, avec une option en sociologie et en théâtre.

### Carrière
Lela Rochon commence sa carrière dans de petites productions durant la seconde moitié des années 80. Elle obtient ensuite un rôle dans un film grand public, Les Nuits de Harlem, réalisé par le célèbre comédien Eddie Murphy, qu'elle retrouvera en 1992 à l'occasion de Boomerang qui bénéficie d'une distribution hors pair (Eddie Murphy, Robin Givens, Halle Berry, Eartha Kitt, Grace Jones, Martin Lawrence et Chris Rock).
En 1995, la comédienne est vraiment remarquée lorsque sort sur les écrans le film Où sont les hommes ? dont elle partage le quatuor de tête avec Whitney Houston, Angela Bassett et Loretta Devine. Le film est un grand succès 
L'année suivante, elle interprète une avocate dans le drame L'Héritage de la haine, également porté par Chris O'Donnell, Gene Hackman et Faye Dunaway. La même année, elle est choisie par le magazine américain People parmi les « 50 personnes les plus belles du monde ».7
Elle tourne ensuite avec le rappeur Tupac Shakur et le comédien James Belushi dans le film Flics sans scrupules. Le film sort en 1997, soit un an après la mort du rappeur.
En 1998, elle est au générique du film Big Hit avec aussi Mark Wahlberg, Lou Diamond Phillips et Christina Applegate. Si le film reçoit des critiques très mitigées, il remporte deux fois son budget au box-office. Elle joue également cette année-là dans Piège à Hong Kong avec Jean-Claude Van Damme.
1999 marque sa collaboration avec le réalisateur Oliver Stone pour le film L'Enfer du dimanche qui bénéficie là encore d'une distribution prestigieuse (Al Pacino, Cameron Diaz, Dennis Quaid, Jamie Foxx et bien d'autres.
Depuis, la carrière de Lela Rochon se fait plus discrète et s'est dirigée vers la télévision, malgré des apparitions dans des films comme Des étoiles plein les yeux réalise par Forest Whitaker avec Katie Holmes à l'affiche, ou dans L'Élite de Brooklyn réalisé par son époux Antoine Fuqua, avec Richard Gere, Don Cheadle et Ethan Hawke.

### Vie personnelle
De 1984 à 1986, elle est mariée au danseur Adolfo Quinones. En 1998, elle se fiance avec le réalisateur Antoine Fuqua ; ils se  marient le 9 avril 1999. Après une fausse couche, sa fille Asia Rochon Fuqua naît le 28 juillet 2002, suivie de son fils Brando en mai 2004. 

## Filmographie

### Comme actrice
- 1984 : Break Street 84 (Breakin') : Extra in first scene
- 1984 : Breakin' 2: Electric Boogaloo (en) de Sam Firstenberg : Additional Dancers
- 1985 : A Bunny's Tale (téléfilm) : Charlotte
- 1986 : Foxtrap : Lindy
- 1986 : Stewardess School : School Instructor
- 1987 : The Wild Pair : Debby
- 1987 : Into the Homeland (téléfilm) : Exquisite Woman
- 1989 : Les Nuits de Harlem (Harlem Nights) : Sunshine
- 1991 : Extralarge: Black and White (téléfilm) : Wendy
- 1992 : Boomerang : Christie
- 1993 : Meteor Man : Vanessa the Pretty Nurse
- 1995 : Où sont les hommes ? (Waiting to Exhale) : Robin Stokes
- 1996 : Mr. and Mrs. Loving (téléfilm) : Mildred 'Bean' Jeter
- 1996 : L'Héritage de la haine (The Chamber) : Nora Stark
- 1997 : Flics sans scrupules (Gang Related) de Jim Kouf : Cynthia Webb
- 1997 : Legal Deceit : Sydney Banks
- 1998 : Le Combat de Ruby Bridges (Ruby Bridges) (téléfilm) : Lucielle 'Lucy' Bridges
- 1998 : Big Hit : Chantel
- 1998 : Piège à Hong Kong (Knock Off) : Karen Lee
- 1998 : Ménage à quatre (Why Do Fools Fall in Love) : Emira Eagle
- 1999 : The Charlotte Austin Story (téléfilm) : Charlotte Austin
- 1999 : L'Enfer du dimanche (Any Given Sunday) : Vanessa Struthers
- 2000 : Labor Pains : Lulu Brown
- 2001 : Division d'élite (The Division) (série télévisée) : Inspector Angela Reide (2001)
- 2004 : Des étoiles plein les yeux (First Daughter) : Liz Pappas
- 2009 : L'Élite de Brooklyn (Brooklyn's Finest) d'Antoine Fuqua : Investigator #1

### Comme productrice
- 1999 : The Charlotte Austin Story (téléfilm)